# 티노스섬

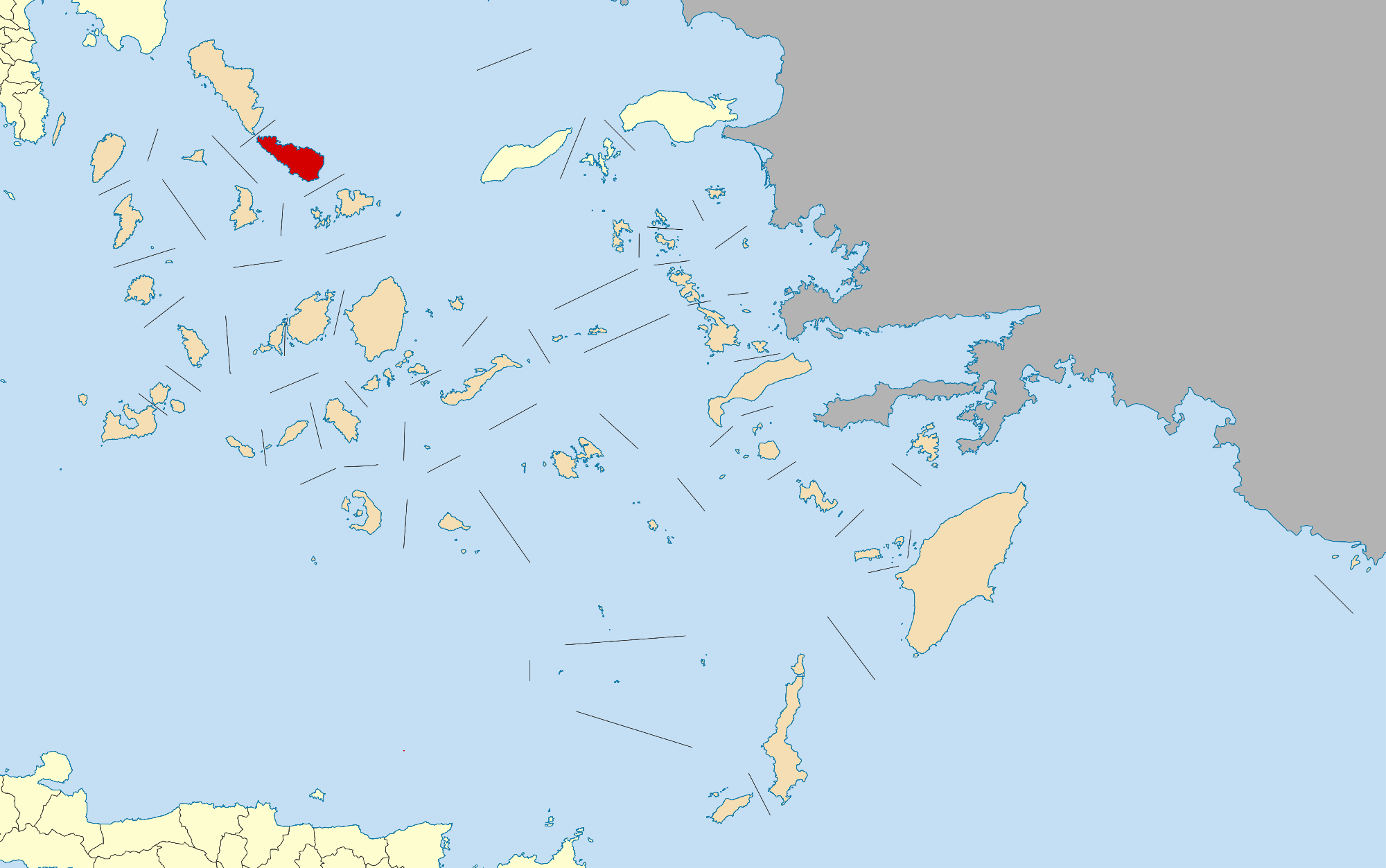
티노스 섬의 위치

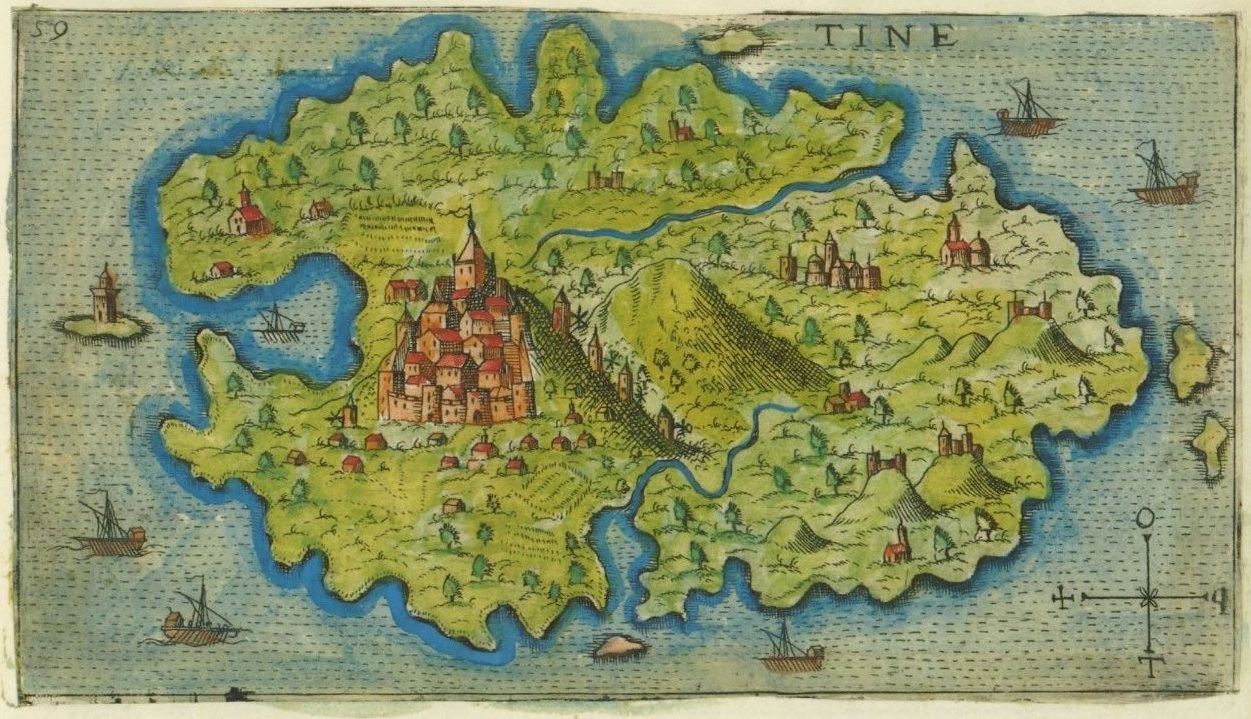
1597년 자코모 프란코가 제작한 티노스 섬의 지도

티노스섬(그리스어: νησί Τήνος)은 에게해 남쪽에 위치한 그리스의 섬이다. 면적은 194.6km2, 인구는 8,574명(2001년 기준)이다. 키클라데스 제도를 구성하는 섬 가운데 하나이다.